# The Alto Knights
The Alto Knights is een Amerikaanse biografische gangsterfilm uit 2025, geregisseerd door Barry Levinson naar een scenario van Nicholas Pileggi. De hoofdrollen worden vertolkt door Robert De Niro in een dubbele rol, Debra Messing, Cosmo Jarvis en Kathrine Narducci.

## Verhaal
Vito Genovese en Frank Costello zijn twee Italiaans-Amerikaanse maffiabazen. In 1957 geeft Genovese opdracht om Costello te vermoorden. Costello overleeft de aanslag maar raakt gewond bij de poging en besluit uiteindelijk om zich terug te trekken uit de maffia.

## Rolverdeling
| Acteur            | Personage                       |
| ----------------- | ------------------------------- |
| Robert De Niro    | Vito Genovese en Frank Costello |
| Debra Messing     | Bobbie Costelo                  |
| Kathrine Narducci | Anna Genovese                   |
| Cosmo Jarvis      | Vincent Gigante                 |
| Michael Rispoli   |                                 |
| Matt Servitto     | George Wolf                     |

## Productie
Het originele concept voor The Alto Knights werd al sinds de jaren 1970 door verschillende productiemaatschappijen in Hollywood besproken en doorgegeven, maar het project werd ook door alle belangrijke spelers afgewezen. Warner Bros. Pictures begon in mei 2022 aan de voorbereiding van de film en gaf het project in augustus groen licht. Nicholas Pileggi schreef het script, gebaseerd op zijn non-fictieboek Wiseguy: Life in a Mafia Family, uit 1985. Barry Levinson regisseerde de film met Robert De Niro in een dubbele rol. In oktober 2022 voegden Debra Messing en Kathrine Narducci zich bij de cast. In januari 2023 voegde Cosmo Jarvis zich bij de cast. De oorspronkelijke filmtitel Wise Guys werd in oktober 2023 hernoemd naar The Alto Knights.

### Filmopnames
De filmopnames gingen in december 2022 van start in Ohio. De productie legde een deel van de "Route 35" in Greene County stil, evenals de "State Route 123" in het grootstedelijk gebied van Cincinnati, voordat deze naar de buitenwijken van Cincinnati verhuisde.

## Release en ontvangst
The Alto Knights ging op 21 maart 2025 in première in de Amerikaanse bioscopen. De film zou oorspronkelijk op 2 februari 2024 in première gaan, maar dat werd uitgesteld tot 15 november 2024. Ook die datum werd uitgesteld wegens de SAG-AFTRA-staking in 2023. De film kreeg overwegend negatieve kritieken van de filmcritici, met een score van 37% op Rotten Tomatoes, gebaseerd op 94 beoordelingen.

### Kassaopbrengsten
The Alto Knights ging in de Amerikaanse bioscopen in première naast Snow White met de verwachting van een bruto-opbrengst in het openingsweekend van 2 à 3 miljoen Amerikaanse dollars in 2800 bioscopen. De film bracht uiteindelijk 3,2 miljoen dollar op in zijn openingsweekend. Op 24 maart 2025 had de film, samen met de opbrengst van 1,9 miljoen dollar in de andere gebieden, een totale opbrengst van 5,1 miljoen dollar.